# دانشگاه علوم پزشکی شهرکرد
دانشگاه علوم پزشکی شهرکرد، یکی از دانشگاه‌های شهرکرد است که در منطقه رحمتیه واقع شده‌است. ساختمان اداری این دانشگاه در بلوار آیت الله کاشانی شهرکرد قرار دارد.

## پیشینه
دانشگاه علوم پزشکی شهرکرد از سال ۱۳۶۵ کار خود را با پذیرش ۲۶۰ دانشجو در سه رشته و دو مقطع تحصیلی در قالب دو دانشکده آغاز کرد و هم‌اکنون قریب به ۱۹۵۷ دانشجو در ۱۹ رشته و ۷ مقطع تحصیلی دکتری تخصصی بالینی، دکترای پی اچ دی، دکترای حرفه‌ای، کارشناسی ارشد، کارشناسی پیوسته و ناپیوسته، کاردانی و در 6 دانشکده پزشکی، پیراپزشکی،فناوری های نوین، بهداشت، پرستاری و مامائی شهرکرد و دانشکده علوم پزشکی بروجن مشغول به تحصیل می‌باشند. 
بهره‌مندی دانشجویان دانشگاه از ۳۰۰۰۰ متر مربع فضای آموزشی، تجهیزات مدرن آموزشی، کمک آموزشی و تحقیقاتی، امکان بهره‌مندی از چهار مرکز تحقیقاتی، دو بیمارستان آموزشی، دو کتابخانه تخصصی مجهز به جدیدترین منابع علمی، امکان بهره‌مندی استادان و دانشجویان از خدمات کامپیوتری و اینترنت از امکانات این دانشگاه است.

## دانشکده‌ها
این دانشگاه در مجموع ۷ دانشکده دارد.

### دانشکده پزشکی شهرکرد
دانشکده پزشکی شهرکرد از سال ۱۳۶۵ با پذیرش ۱۱۰ دانشجوی پزشکی آغاز به کار کرد و از سال ۱۳۶۶ به‌طور مستقل و به عنوان اولین دانشکده دانشگاه علوم پزشکی شهرکرد به فعالیت آموزشی خود ادامه داد. در حال حاضر در دو نیمسال دانشجوی پزشکی می‌پذیرد. این دانشکده دارای معاونت‌های آموزشی علوم پایه پزشکی و بالینی، معاونت اداری – مالی و معاونت پژوهشی می‌باشد. این دانشکده دارای دوره‌های تخصص در ۵ رشته پزشکی داخلی، جراحی، اطفال، بیهوشی و زنان و دوره دکترای عمومی در رشته پزشکی و دوره کارشناسی ارشد در رشته‌های انگل‌شناسی، میکروب‌شناسی، ژنتیک انسانی و ایمنی‌شناسی است. 

### دانشکده دندانپزشکی
دانشکده دندانپزشکی شهرکرد در سال ۱۳۹۳ افتتاح شد و از ابتدای سال تحصیلی ۱۳۹۴ با پذیرش ۲۰ دانشجو در مقطع دکترای حرفه‌ای دندانپزشکی آغاز به کار کرد.

### دانشکده بهداشت
این دانشکده دارای ۳ گروه آموزشی است که عبارتند از: گروه آموزشی اپیدمیولوژی و آمار زیستی، گروه آموزشی بهداشت عمومی، گروه آموزشی مهندسی بهداشت محیط. این دانشکده تا پایان نیمه دوم ۱۳۹۱–۱۳۹۰ تعداد ۱٬۶۹۹ نفر فارغ‌التحصیل داشته‌است.

### دانشکده پرستاری و مامایی
این دانشکده دارای رشته‌های کارشناسی پرستاری پیوسته و ناپیوسته، کارشناسی مامایی، کاردانی مامائی و کارشناسی اتاق عمل می‌باشد.

### دانشکده علوم پزشکی بروجن
این دانشکده دارای رشته‌های کارشناسی پرستاری پیوسته ، کاردانی و کارشناسی فوریت های پزشکی و کارشناسی اتاق عمل می‌باشد. در سال ۱۳۷۰ در شهرستان بروجن با نام دانشکده پرستاری آغاز به فعالیت کرد و سپس در سال ۱۴۰۱ تبدیل به دانشکده علوم پزشکی شد.

### دانشکده پیرا پزشکی
در این دانشکده دوره‌های کارشناسی در رشته‌های علوم آزمایشگاهی، رادیولوژی و هوشبری ارائه می‌شود.

## بیمارستان‌ها

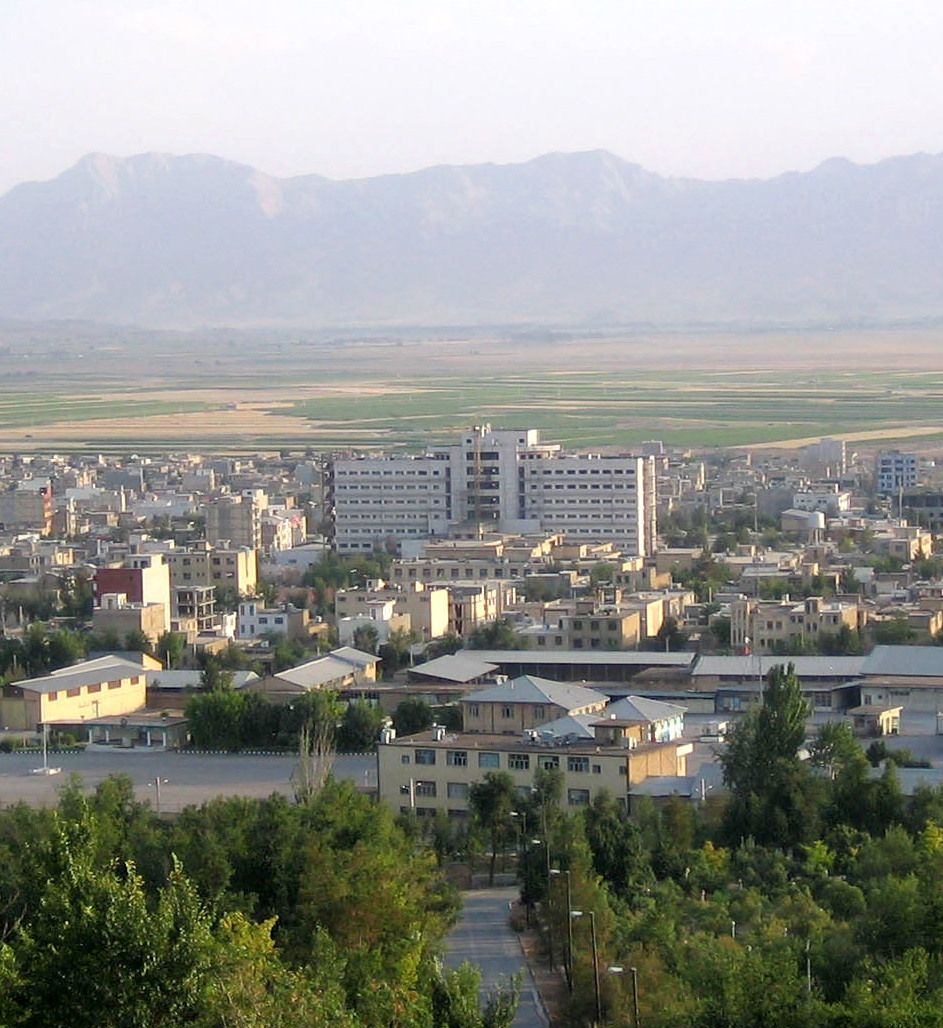
نمایی از بیمارستان آیت‌الله کاشانی شهرکرد در میانه تصویر

این دانشگاه در مجموع ۱۰ بیمارستان دارد.
- بیمارستان هاجر شهرکرد
- بیمارستان آیت‌الله کاشانی شهرکرد
- بیمارستان سیدالشهداء فارسان
- بیمارستان سینا جونقان
- بیمارستان شهدا لردگان
- بیمارستان ولی عصر بروجن
- بیمارستان امام رضا اردل
- بیمارستان امام جواد ناغان
- بیمارستان شهید ارجمند مالخلیفه
- بیمارستان امام سجاد کوهرنگ

## مراکز تحقیقاتی
در مجموع دانشگاه ۷ مرکزتحقیقات دارد.
- پژوهشکده علوم پایه سلامت مشتمل بر سه مرکز تحقیقات
- مرکز تحقیقات سلولی ملکولی
- گیاهان دارویی
- بیوشیمی بالینی
- مرکز تحقیقات مدل‌سازی در سلامت
- مرکز تحقیقات سرطان
- مرکز تحقیقات پرستاری مامایی جامعه نگر
- مرکز تحقیقات عوامل اجتماعی مؤثر بر سلامت

## شبکه‌های بهداشتی
{{فهرست چندستونی|۲|
- شبکه بهداشت شهرستان اردل
- شبکه بهداشت شهرستان بروجن
- شبکه بهداشت شهرستان بن
- شبکه بهداشت شهرستان خانمیرزا
- شبکه بهداشت شهرستان سامان
- شبکه بهداشت شهرستان شهرکرد
- شبکه بهداشت شهرستان فارسان
- شبکه بهداشت شهرستان کوهرنگ
- شبکه بهداشت شهرستان لردگان
- شبکه بهداشت شهرستان کیار

## کتابخانه مرکزی
این کتابخانه یکی از واحدهای تابعه معاونت تحقیقات و فناوری دانشگاه علوم پزشکی شهرکرد است که از سال ۱۳۶۵ فعالیت خود را آغاز نموده‌است.
تعداد کتابخانه‌های اقماری دانشگاه شامل ۶ کتابخانه می‌باشد که شامل:
کتابخانه‌های دانشکده ای شامل ۳ کتابخانه دانشکده‌های پزشکی، پرستاری و مامایی، بهداشت، پیرا پزشکی و دانشکده فناوری‌های نوین شهرکرد در قالب کتابخانه متمرکز مجتمع آموزشی رحمتیه شهرکرد، کتابخانه دانشکده دندانپزشکی و کتابخانه دانشکده پرستاری بروجن می‌باشد.
کتابخانه‌های مراکز آموزشی درمانی شامل ۳ کتابخانه مراکز آموزشی درمانی هاجر شهرکرد، کاشانی شهرکرد و ولی عصر بروجن می‌باشد.